# Atlético Petróleos do Namibe
El Atlético Petróleos do Namibe es un equipo de fútbol de Angola que juega en la Girabola, la liga de fútbol más importante del país. Tiene secciones de voleibol y balonmano.

## Historia
Fue fundado en el año 1986 en la ciudad de Namibe y cuenta con 2 títulos de copa en su corta historia. Nunca ha Ganado la Girabola en su historia. Es más conocido por que por razones de patrocinio lleva el nombre de Sonangol de Namibe.
A nivel internacional ha participado en 2 torneos continentales, donde nunca ha avanzado más allá de la Primera Ronda.

## Palmarés
- Copa de Angola: 2

2001, 2004

## Participación en competiciones de la CAF
| Temporada | Torneo                       | Ronda      | Club             | Casa | Visita | Global |
| --------- | ---------------------------- | ---------- | ---------------- | ---- | ------ | ------ |
| 2002      | Recopa Africana              | 1          | Asante Kotoko FC | 2-2  | 0-2    | 2-4    |
| 2005      | Copa Confederación de la CAF | Preliminar | BDF XI           | 1-1  | 1-3    | 2-4    |

## Entrenadores
- Zeca Amaral (?-2002)[8]
- Nejó (2002-?)[9]
- Albano César (?-2004)[10]
- Romeu Filemon (interino-2004-2006)[10][11]
- António Sayombo (2006-2007)[11][12]
- Fernando Freitas (2007-?)[12]
- Joaquim de Sousa (~2008)[13][14]
- Jean-Claude Kenzo (~2010)[15]
- Ernesto Castanheira (~2011-2012)[16][17]
- Paulo Saraiva (enero de 2013-nov/dec de 2013)[18][19][20][21]